# Dina Vinhofvers
Dina Vinhofvers, verheiratete Schumacher, (* 1620 in Kopenhagen; † 11. Juli 1651 ebenda) wurde wegen eines Skandals um Corfitz Ulfeldt hingerichtet.

## Leben
Dina Vinhofvers wurde als Tochter deutschstämmiger Eltern in Kopenhagen geboren. Ihre Mutter schloss nach dem Tod des Vaters eine zweite Ehe mit dem Seidenweber Samson Gertzen.
Um 1640 heiratete Dina in Holstein Daniel Schumacher, mit dem sie eine Tochter bekam. Als ihr Ehemann Ende der 1640er Jahre in Lübeck starb, kehrte sie als Geliebte des aus Holstein gebürtigen Leutnants Jørgen Walter (1610–1670) nach Kopenhagen zurück und lebte bei ihrer Mutter und ihrem Stiefvater. Ob Dina im Handwerk des Stiefvaters mitarbeitete, ist unbekannt. Es ist wahrscheinlicher, dass sie von ihrem Geliebten ausgehalten wurde, der 1645 Rendsburg während des Torstenssonkriegs erfolgreich gegen die Schweden gehalten hatte und dafür 1649 in den dänischen Adel aufgenommen wurde.
Ende 1650 meldete Jørgen Walter König Friedrich III., Ulfeldt plane einen Mordanschlag gegen ihn. Als Zeugin gab er Dina an, die angeblich Ulfeldts Geliebte sei. Sechs Wochen zuvor habe sie in dessen Bett liegend zugesehen, wie Leonora Christina, Ulfeldts Ehefrau und Halbschwester des Königs, ihrem Mann ein Fläschchen mit Gift gezeigt habe, das sie dem König verabreichen wolle. Dina wurde an den Hof gefordert und verhört. Dabei bestätigte sie nicht nur ihre Aussage, sondern behauptete außerdem zu wissen, wo das Gift aufbewahrt sei. Sie gab darüber hinaus an, dass der auch bei Hof angesehene Arzt der Ulfeldts, Otto Sperling, das Gift beschafft habe, und beschrieb, wo es zusammen mit einer Gebrauchsanweisung aufbewahrt würde. Bei einem späteren Verhör erklärte sie, von Ulfeldt schwanger zu sein. Er habe ihr schriftlich zugesichert, sich um das Kind zu kümmern. Diese Bescheinigung habe er bei seinem Beichtvater Simon Hennings hinterlegt. Diese Geschichte wurde ihr zunächst geglaubt und steigerte das Misstrauen des Königs gegen seinen Schwager Ulfeldt. Eine öffentliche Untersuchung unterblieb jedoch vorerst.
Im März 1651 wurde Dina Vinhofvers Kind geboren und verschwand sofort nach der Geburt. Kurz darauf äußerte Dina gegenüber Simon Hennings, dass Jørgen Walter vorhabe, Ulfeldt samt dessen ganzer Familie zu ermorden. Beunruhigt bat Ulfeldt den König um Schutz. Dina wurde verhaftet und verhört. Dabei stritt sie unter Eid ab, von den dem Pastor gebeichteten Mordplänen zu wissen. Befragt nach dem Kind, antwortete sie, ein Pastor Paul Andersen sei der Vater. Bei einem späteren Verhör beharrte sie aber darauf, dass ihr verstorbenes Kind von Ulfeldt stamme. Hennings Ehefrau habe sie mit Corfitz Ulfeldt verkuppelt und Hennings selbst sei in Besitz eines Papiers, das Ulfeldts Vaterschaft beweise, wolle es aber nicht herausgeben. Ulfeldt selbst trieb nun den Prozess gegen sie fort und ließ sie beim Stadtgericht wegen Verleumdung anklagen. Ulfeldts Frau, Walter, Hennings und seine Frau und Sperling wurden als Zeugen befragt. Dabei wurden Dinas Behauptung bezüglich des Kindsvaters widerlegt als auch ihre Beschreibung des Inneren von Ulfeldts Haus als falsch erkannt und Dina somit als Lügnerin entlarvt.
Der Fall wurde an das Hohe Gericht zurückverwiesen, das Dina Vinhofvers wegen Meineides und Verletzung der Ehre der Ulfeldts zum Tod verurteilte. Anschließend wurde sie in den Blauen Turm gesperrt und noch einmal peinlich verhört. Dabei gab sie zu, dass Jørgen Walter der Kindsvater sei und sie zu den Verleumdungen angestachelt hatte. Dieses wohl der Wahrheit entsprechende Geständnis widerrief sie kurz vor ihrer Hinrichtung jedoch teilweise wieder und verklagte Ulfeldt und Pastor Hennings, der die Herausgabe des Papiers verweigert habe, noch auf dem Schafott.
Walter wurde verhaftet. Ulfeldt und seine Frau fühlten sich nach diesem Vorfall jedoch nicht mehr sicher in Dänemark und verließen Kopenhagen nur drei Tage nach Dinas Hinrichtung heimlich in Richtung Holland, gerieten jedoch dadurch erst recht unter Verdacht, einen Anschlag auf den König zu planen. In ihrer Autobiographie schilderte Leonore Christina Ulfeldt die Dina-Affäre ausführlich als Verschwörung gegen ihre Familie. Auch Hennings und Sperling verließen Kopenhagen. Walter wurde verbannt und, als er 1668 wieder nach Kopenhagen zurückkehrte, im Blauen Turm eingekerkert, wo er 1670 starb.
Hinter Dinas lügenhaften Behauptungen stand wohl nicht nur ihr Geliebter Jørgen Walter, sondern vor allem dessen mächtiger Freund, der Statthalter Christian zu Rantzau. Ihre Verleumdungen leiteten Ulfeldts Sturz ein und damit den Niedergang der unter Christian IV. mächtigen Partei der Schwiegersöhne von Kirsten Munk – und lag somit im Interesse von Friedrich III.

## Literarische Verwendung
Der dänische Dichter Adam Oehlenschläger machte Dina Vinhofvers 1841 zur Hauptperson seines Dramas Dina. Auch Ebbe Kløvedal Reich bearbeitete das Schicksal 1974 in Rejsen til Messias.